# Ludwig von Baczko

Ludwig von Baczko (1822)

Ludwig Franz Adolf Josef von Baczko (* 8. Juni 1756 in Lyck, Masuren; † 27. März 1823 in Königsberg i. Pr.) war ein deutscher Schriftsteller. In der Geistesgeschichte steht er zwischen Aufklärung und Romantik.

## Leben
Ludwig von Baczkos Eltern waren der österreichische Offizier und spätere preußische Rittmeister der Husaren Adolf von Baczko und dessen Ehefrau Sophie Charlotte Dullo, eine Adoptivtochter des Bürgermeisters Deutschmann von Goldap.
Er studierte Rechtswissenschaft  an der Albertus-Universität Königsberg. Das Studium schloss er 1777 ab. Im selben Jahr erblindete er aufgrund einer Pockenerkrankung. Er erteilte Geschichtsunterricht an der Königsberger Artillerie-Akademie und war als Schriftsteller, Historiker, Theater- und Romanautor, Verfasser philosophischer, soziologischer und sozialkritischer Abhandlungen und war Zeitungsherausgeber in Königsberg tätig. 1783 gab er das Preussische Magazin zum Unterricht und Vergnügen heraus. Er arbeitete 1808/09 in der Königsberger Kammer des Tugendbundes (Sittlich-wissenschaftlicher Verein) mit und befasste sich mit dem Volkswohlstand. 1816 wurde er Vorsteher des Königsberger Blindeninstituts.
Ludwig von Baczko hat aus dem Tagebuch und den Briefen seines zweiten Sohnes Ferdinand, eines Kavalleristen im ersten preußischen Leibhusaren-Regiment unter dem Grafen Friedrich Wilhelm Bülow von Dennewitz, eine Reisebeschreibung zusammengestellt, die Interessantes über die Pferdezucht der Tataren und die Kolonie Molotschna enthält. Sein bedeutendstes Werk ist die sechsbändige Geschichte Preußens.

## Familie
Er heiratete am 14. Mai 1792 in Königsberg Magdalena Johanna von Montowt. Das Paar hatte drei Söhne und vier Töchter, darunter Johanna (* 19. Mai 1796). Sie heiratete 1830 den Oberst a. D. August Friedrich Ludwig la Chevallerie (1766–1848).

## Werke
- Leben und Abentheuer Wilhelm Walters, eines Emigranten (anonym erschienen), Leipzig 1795.
- Thomas Münzer. Dessen Charakter und Schicksale, 1812, Volltext
- Müller der Menschenverächter und seine fünf Töchter. Gottlieb Lebrecht Hartung, Königsberg 1788. Unveränderter Neudruck, mit einem Nachwort versehen von Joseph Kohnen. Frankfurt am Main 1996. ISBN 3-631-30599-0.
- Handbuch der Geschichte, Erdbeschreibung und Statistik Preußens, Königsberg und Leipzig 1802/03. Zwei Teile. Band 1, Band 2
  - Erster Teil, 384 Seiten.
  - Zweiter Teil, 384  (Volltext)
- Geschichte Preußens. Königsberg 1793–1800, 6 Bde.
  - Erster Band, 406 Seiten  (Volltext)
  - Zweiter Band (Volltext)
  - Dritter Band (Volltext)
  - Vierter Band
  - Fünfter Band, 516 Seiten (Volltext)
  - Sechster und letzter Band, 470  (Volltext)
- Versuch einer Geschichte und Beschreibung Königsbergs. 2. Auflage, Königsberg 1804, 539 Seiten (Volltext)
- Geschichte der französischen Revolution, 2 Bde. Band 1, Band 2
- Grundriß einer Geschichte, Erdbeschreibung und Statistik aller Provinzen des preussischen Staats: nebst einer kurzen Einleitung in die allgemeine Geschichte und Geographie zum Gebrauch der Schulen. Göbbels und Ungar, Königsberg und Leipzig 1804, 174 Seiten (Volltext)
- Geschichte des 18. Jahrhunderts. Königsberg 1806–10, 4 Bde. Erster Theil, 328 Seiten (Volltext)
- Galeazzo Visconti oder Liebe und Edelmuth. Halle und Leipzig 1814 (Volltext).
- Rußland und Frankreich: eine historische Vergleichung, auf merkwürdige Tatsachen gegründet. Halle 1814. Neuauflage 1999: Mikrofiche-Ausgabe 3-487-21889-5.
- Legenden, Volkssagen, Gespenster- und Zaubergeschichten, gesammelt und bearbeitet von Ludwig von Baczko und Andern. Drei Bände. Halle/Wien 1816/1918, Dritter Band, 391 Seiten (Volltext)
- Geschichte der französischen Revolution. 2. Aufl., Halle 1818, 2 Bde.
- Denkschrift auf den Hofrath und Ober-Secretair Matthias Balthasar Nicolovius. In: Beiträge zur Kunde Preußens, Band 2, Königsberg 1819, S. 1–28 (Volltext)
- Begebenheiten des Hauptmanns von Falkenhayn auf Perscheln, in den Tagen der Schlacht bei Pr. Eylau. In: Beiträge zur Kunde Preußens, Band 2, Königsberg 1819, S. 177–193 (Volltext)
- Geschichte meines Lebens. Königsberg 1824, 283 Seiten (Band 1, Band 2). Neuauflage 1989: Mikrofiche-Ausgabe, ISBN 3-628-41612-4.

Als Herausgeber:
- Ferdinand von Baczko: Reise von Posen durch das Königreich Polen und einen Theil von Rußland, bis an das Meer von Assow: nebst Bemerkungen über den Ankauf und die Behandlung der Remonte. Kollmann, Leipzig 1821 (Mikrofiche-Ausgabe ISBN 3-487-28994-6). 2. Ausgabe, vermehrt mit einer Zuschrift an die Leser von Johann Christian Ribbe. Kollmann, Leipzig 1824 (Digitalisat Google; (Digitalisat UB Düsseldorf urn:nbn:de:hbz:061:1-66348)

Autobiographie:
- Geschichte meines Lebens. 3 Bände. Königsberg 1824. (Digitalisate)